# Микробусът
„Микробусът“ (на английски: Carpool) е американски комедиен филм от 1996 г. на режисьора Артър Хилър, по сценарий на Дон Раймър, и участват Том Арнолд, Дейвид Пеймър, Рия Пърлман, Рейчъл Лий Кук и Род Стайгър. Премиерата на филам е на 23 август 1996 г.
От 20 март 2019 г. филмовите права на „Микробусът“ сега са собственост на „Уолт Дисни Студиос“ чрез „Туентиът Сенчъри Фокс“, който подкупува филмовите права на „Уорнър Брос“ в средата на 2010-те години.